# Lago Loreto
Lago Loreto är en kratersjö i Ekvatorialguinea. Den ligger i den nordvästra delen av landet, 40 km söder om huvudstaden Malabo. Lago Loreto ligger 1 023 meter över havet. Arean är 0,26 kvadratkilometer. Den ligger på ön Isla de Bioko. I omgivningarna runt Lago Loreto växer i huvudsak städsegrön lövskog. Den sträcker sig 0,6 kilometer i nord-sydlig riktning, och 0,6 kilometer i öst-västlig riktning.